# Claire Anderson
Pour les articles homonymes, voir Anderson.
Claire Anderson, de son vrai nom Claire Mathes, est une actrice américaine née le 8 mai 1895 à Détroit (Michigan) et morte le 23 mars 1964 à Venice (Californie).

## Filmographie
- 1914 : At Dawn de Donald Crisp
- 1915 : A Temperance Lesson
- 1915 : God Is Love
- 1915 : Gridley's Wife de Giles R. Warren
- 1915 : Payment in Full de Giles R. Warren
- 1915 : The Chadford Diamonds de George E. Reehm
- 1915 : The Craven de Christy Cabanne
- 1915 : The Story of a Story de Tod Browning
- 1915 : The Deadly Focus
- 1915 : Three Brothers de Christy Cabanne
- 1916 : Bath Tub Perils de Edwin Frazee
- 1916 : Cinders of Love de Walter Wright
- 1916 : Dizzy Heights and Daring Hearts de Walter Wright
- 1916 : His Bread and Butter d'Edward F. Cline
- 1916 : She Loved a Sailor de Victor Heerman
- 1916 : The Lion and the Girl de Glen Cavender
- 1916 : The Love Comet de Walter Wright
- 1917 : Un automate très autonome (A Clever Dummy) de Herman C. Raymaker, Ferris Hartman et Robert P. Kerr
- 1917 : A Janitor's Vengeance de Charles Avery
- 1917 : A Matrimonial Accident de Charles Avery
- 1917 : Done in Oil de Charles Avery
- 1917 : Heart Strategy de J. Farrell MacDonald
- 1917 : Her Candy Kid de Charles Avery
- 1917 : Her Finishing Touch de John Francis Dillon
- 1917 : His Baby Doll de Harry Williams
- 1917 : His Crooked Career de Robert P. Kerr
- 1917 : His Disguised Passion
- 1917 : The Bookworm Turns de Charles Avery
- 1917 : The Girl and the Ring de Charles Avery
- 1917 : The Hidden Spring de E. Mason Hopper
- 1917 : The House of Scandal de Charles Avery
- 1917 : The Late Lamented de Harry Williams
- 1917 : The Male Governess de John Francis Dillon
- 1917 : Won by a Fowl de William Beaudine
- 1918 : Are Wives Unreasonable?
- 1918 : Crown Jewels de Roy Clements
- 1918 : Did She Do Wrong? de Reggie Morris
- 1918 : Dimples and Dangers
- 1918 : His Double Life de Harry Edwards
- 1918 : Mlle. Paulette de Raymond Wells
- 1918 : Newspaper Clippings
- 1918 : The Answer de E. Mason Hopper
- 1918 : The Fly God de Cliff Smith
- 1918 : The Grey Parasol de Lawrence C. Windom
- 1918 : The Mask de Thomas N. Heffron
- 1918 : The Poor Fish de William Beaudine
- 1918 : The Price of Applause de Thomas N. Heffron
- 1919 : The Blinding Trail de Paul Powell
- 1919 : The Rider of the Law de John Ford
- 1919 : The Spitfire of Seville de George Siegmann
- 1919 : Who Cares? de Walter Edwards
- 1919 : You Never Saw Such a Girl de Robert G. Vignola
- 1920 : The Fatal Sign de Stuart Paton
- 1920 : The Girl in Number 29 de John Ford
- 1920 : The Palace of Darkened Windows de Henry Kolker
- 1920 : The Path She Chose de Phil Rosen
- 1920 : The Servant in the House de Jack Conway
- 1921 : The Road Demon de Lynn Reynolds
- 1921 : When We Were Twenty-one de Henry King
- 1921 : Who Am I? de Henry Kolker
- 1922 : The Yellow Stain de John Francis Dillon
- 1923 : The Clean Up de William Parke
- 1925 : Ma mère et moi (The Meddler) d'Arthur Rosson